# 빅 웨이브 서핑
빅 웨이브 서핑(Big wave surfing)은 "리노 체이서스(rhino chasers)" 혹은" 건스(guns)"라고 불리는 서핑 보드를 이용해 20 피트 이상의 높이의 파도를 타는 파도 타기의 한 분야를 말한다. 파도가 클수록 큰 서핑 보드가 필요하며 또한 파도 타기 속도는 훨씬 빨라진다. 큰 서핑 보드는 좀 더 안정적이며 큰 파도를 잡아 내기 위해 패들링(paddling:보드 위에 엎드려 손으로 저어 나아감)하기에 더 쉽게 해 준다. 다만 조작에 어려움이 있다.
이 분야는 크로스 오버 스포츠인 토우 인 서핑의 기원이기도 하다. 보드를 타는 많은 사람들이 두 분야를 모두 즐기지만, 토우 인 서핑은 아주 큰 파도 타기에 능숙한 라이더에게 적합하다.

## 빅 웨이브 서핑의 위험성
아주 큰 파도가 몰아칠 때 부서지는 파도는 20에서 50 피트 높이에서 서퍼들을 바닥까지 내리칠 수 있다. 한 번 지나간 다음에도 같은 크기의 파도가 바로 다시 돌아온다.

## 빅 웨이브 서핑 장소
- Waimea Bay, en:Hawaii
- Mavericks, en:California
- en:Ghost Trees, en:California
- The Wedge, en:California
- en:Teahupoo, en:Tahiti
- en:Jaws (beach), en:Hawaii
- Shipstern, en:Tasmania, en:Australia
- en:Outer Banks, en:North Carolina
- Reef Road, South Florida, east coast
- Pico Alto, en:Lima, Peru
- Aill na Searrach, en:Ireland

## 빅 웨이브 서퍼 목록
- Ken "Skindog" Collins
- Titus (Nihi) Kinimaka
- en:Mike Parsons
- en:Laird Hamilton
- en:Eddie Aikau
- en:Ken Bradshaw
- en:Jeff Clark
- en:Shane Dorian
- en:Mark Foo
- en:Greg Noll
- Milton, Michael Willis
- en:Ross Clarke-Jones
- Cheyne Horan
- en:Koby Abberton

## 빅 웨이브 서핑 영화
- en:Riding Giants (2004)
- Billabong Odyssey (2004)
- Biggest Wednesday - Condition Black (2001)